# Хаматов, Шамиль Наильевич
Шами́ль Наи́льевич Хама́тов (тат. Шамил Наил улы Хаматов; род. 29 января 1985, Казань) — российский актёр театра и кино.

## Биография
Родился 29 января 1985 года в семье инженеров Наиля Ахметовича и Марины Галиулловны Хаматовых. Младший брат Чулпан Хаматовой (род. 1975).
В 2005 году окончил Российскую академию театрального искусства (курс А. В. Бородина). На сцену РАМТ вышел ещё студентом, и до сих пор занят в спектаклях этого театра.
В этом же году, после окончания РАТИ, был принят в труппу театра «Современник». Роль Севки Горяева в спектакле «Голая пионерка» по роману Михаила Кононова стала дебютом актёра на сцене «Современника».
В 2016 году стал лауреатом премии Москвы в области литературы и искусства в номинации «Театральное искусство».
Осенью 2022 года вместе с женой и ребенком уехал из России в Латвию. После отъезда из России в Латвию, зимой 2022 года уволился из театра «Современник». С декабря 2022 года — артист Рижского русского театра имени М. Чехова.
Несмотря на переезд продолжил сниматься в России и снялся в картине «Плейлист волонтёра», вышедший на экраны в мае 2023 года.

## Семья
- Первая жена (с 2010 года) — актриса театра «Современник» Дарья Белоусова (род. 29 августа 1983)[2].
- Вторая жена (с 2018 года) — Ксения Наумова (род. 25 января 1995). Есть дочь.

## Творчество

### Театральные работы

#### Роли в спектаклях РАМТа
- «Приключения Тома Сойера» — Мальчик
- «Повелитель мух» — Роджер, Сэм

#### Роли в спектаклях «Современника»
- «Голая пионерка» — Севка Горяев
- «Пять вечеров» А. М. Володина — Слава
- «Антоний & Клеопатра. Версия» — Солдатик
- «Три сестры» (новая версия) — Федотик
- «Шарманка» — Алёша
- «А вам не хотится ль под ручку пройтиться?..»
- «Мурлин Мурло» — Алексей
- «Горе от ума» — Чацкий (2015)
- «Загадочное ночное убийство собаки» — Кристофер Джон Фрэнсис Бун

### Фильмография
| Год  |   | Название               | Роль                                      |
| ---- | - | ---------------------- | ----------------------------------------- |
| 2004 | с | Команда                | Имя персонажа не указано                  |
| 2004 | ф | Чудная долина          | Сардор                                    |
| 2004 | с | Неотложка 2            | Алик, друг Арины                          |
| 2006 | ф | Мертвое поле           | Латыпов                                   |
| 2006 | ф | Невеста                | Саша Малявкин                             |
| 2007 | ф | Жёлтый дракон          | «Пеле»                                    |
| 2008 | с | И все-таки я люблю…    | Женька                                    |
| 2008 | ф | Трасса М8              | Андрей                                    |
| 2008 | с | Застава Жилина         | Фёдор Буров                               |
| 2009 | ф | Пикап: съём без правил | Руслан Никитин                            |
| 2010 | с | Телохранитель 3        | Сергей                                    |
| 2011 | с | Пятая группа крови     | Руслан Абашев                             |
| 2012 | ф | Сердце моё — Астана    | Имя персонажа не указано                  |
| 2013 | ф | Продавец игрушек       | Николя Берсен, француз с русскими корнями |
| 2013 | с | Выжить после           | Максим, брат Елены                        |
| 2014 | ф | Стартап                | Сева                                      |
| 2019 | ф | Бихэппи                | Аркадий Токмаков                          |
| 2021 | ф | Корпорация Ad Libitum  | Герман Крылов                             |
| 2022 | с | Обоюдное согласие      | Виктор Доринов                            |
| 2022 | с | Комплекс бога          | Константин Зобнин, пианист                |
| 2023 | с | Плейлист волонтёра     | Жора                                      |